# Avicularia metallica
Avicularia metallica là một loài nhện trong họ Theraphosidae và thuộc chi Avicularia. Loài này phân bố ở Suriname.

## Hình ảnh

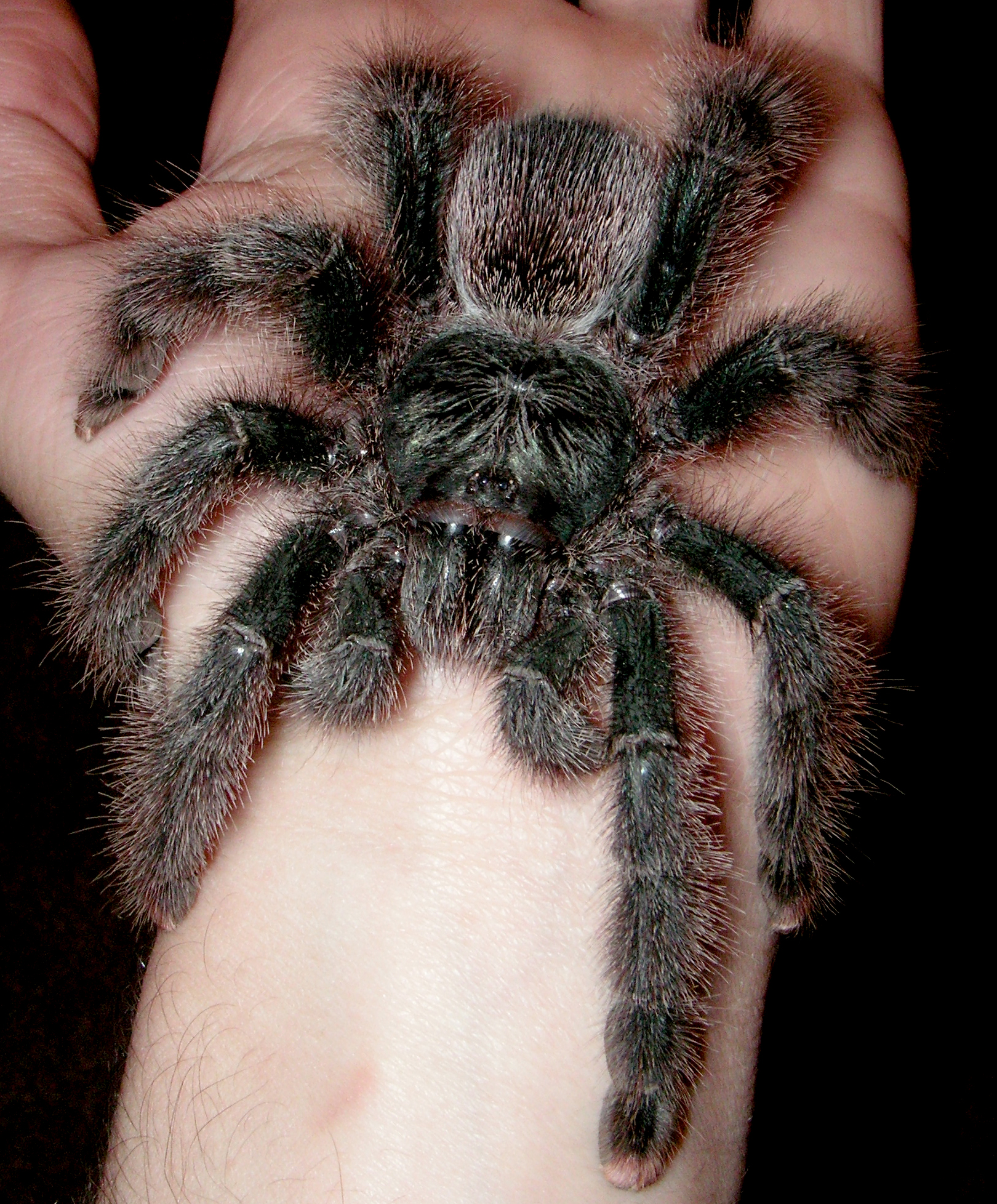
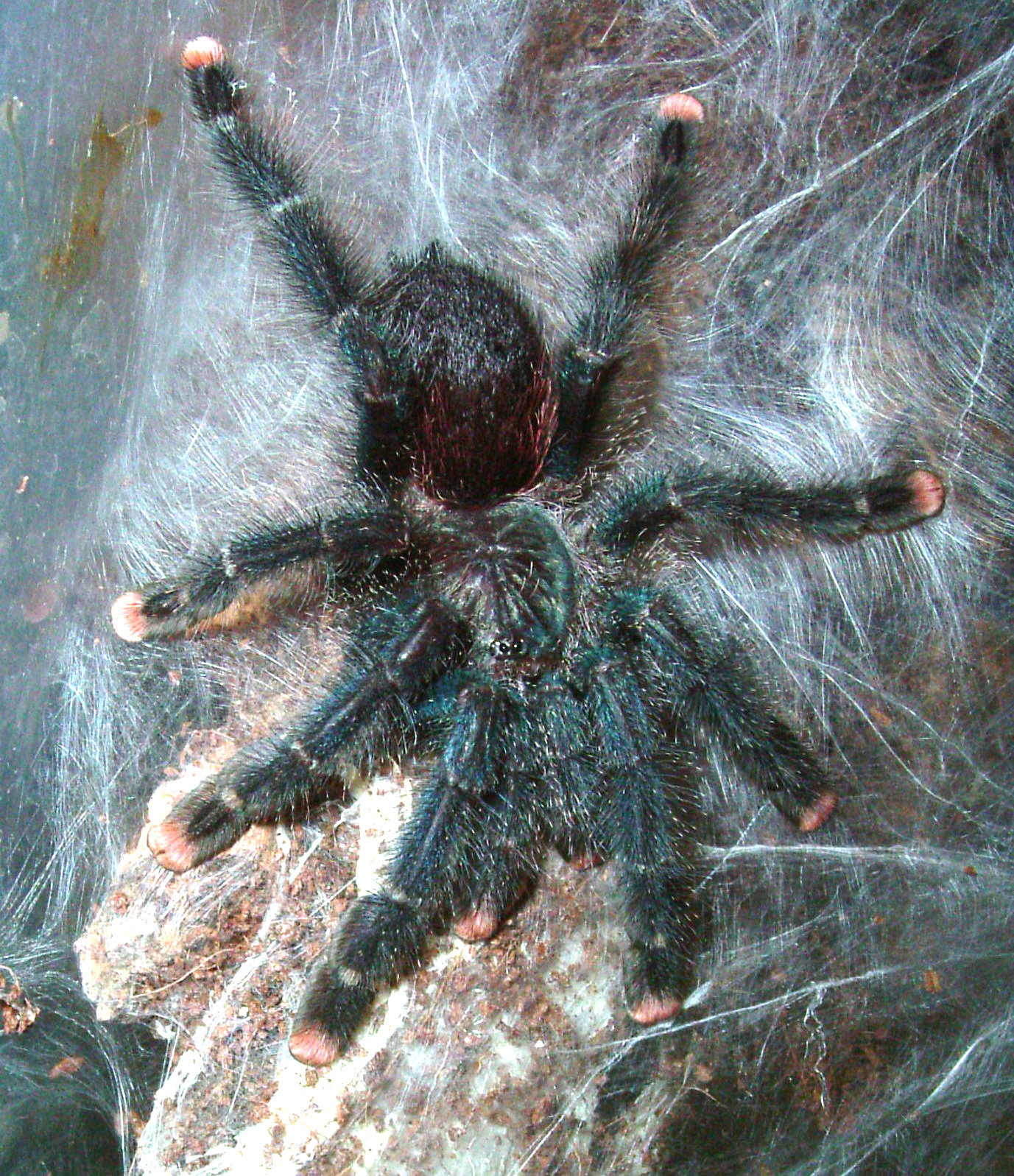
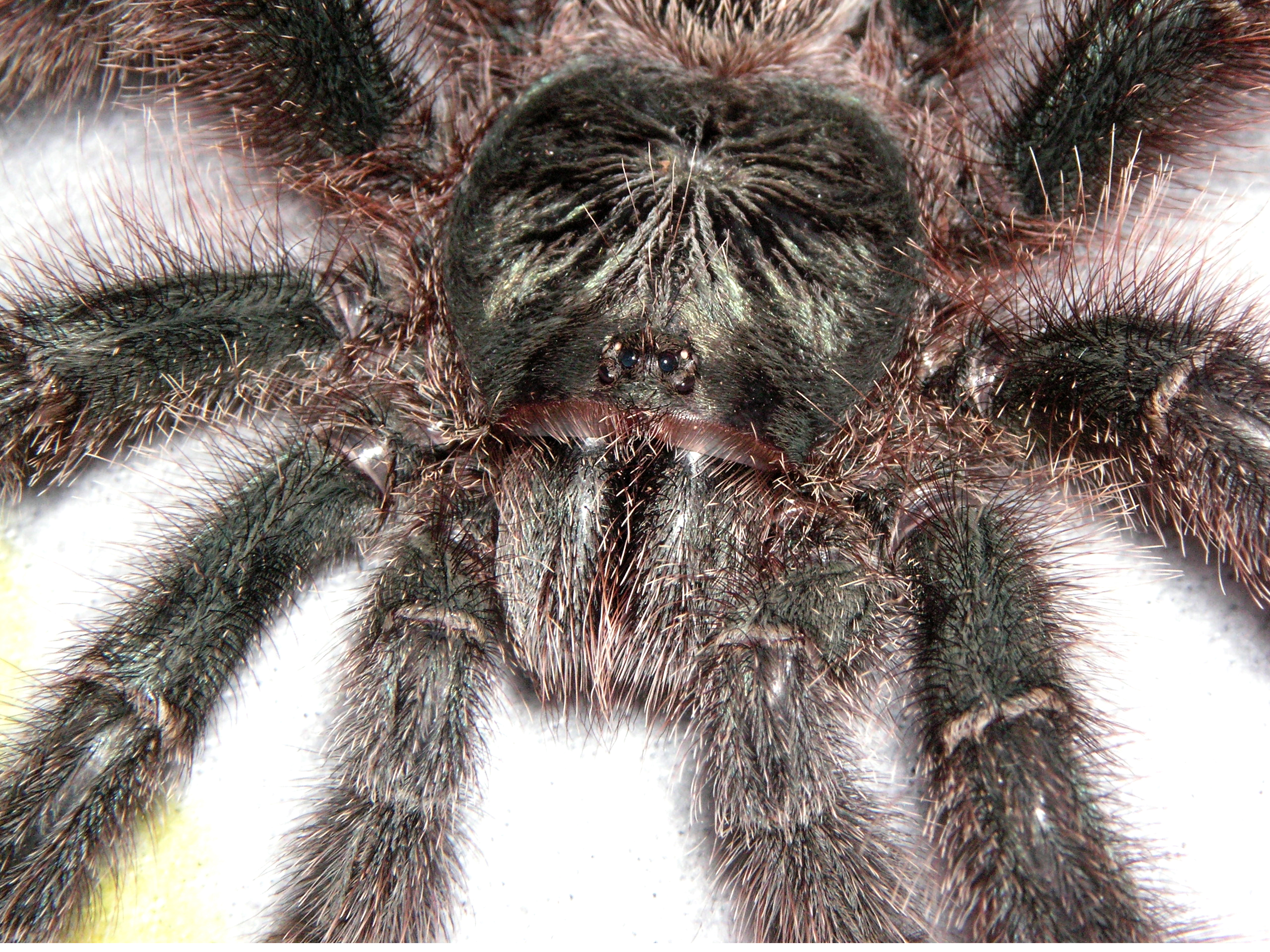
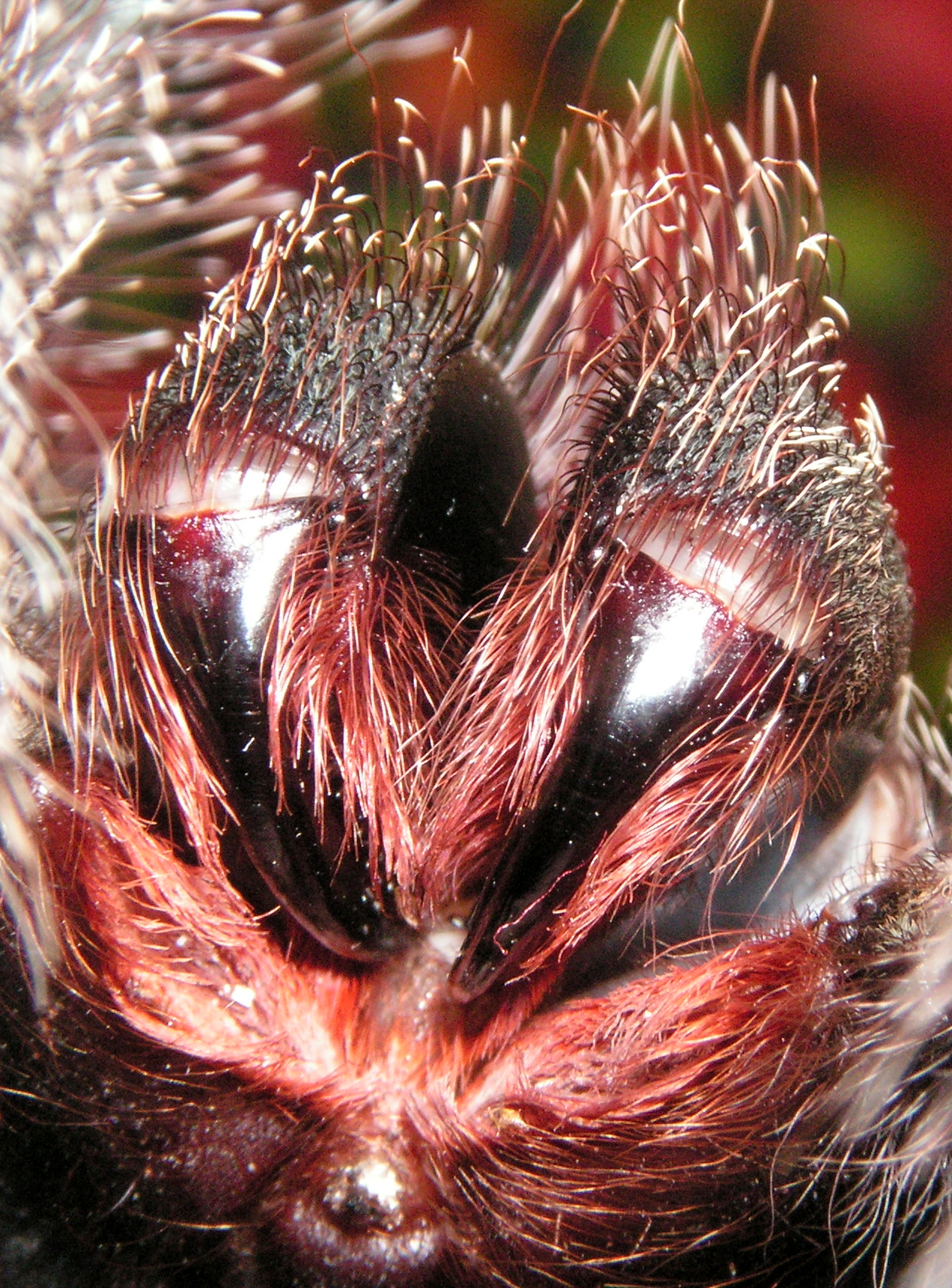